# خانه من کجاست؟
خانهٔ من کجاست؟ نام یک مجموعهٔ تلویزیونی ایرانی به کارگردانی محمد حسن‌زاده است که در سال ۱۳۷۱ تولید و از شبکه ۱ سیمای جمهوری اسلامی ایران پخش گردید.

## خلاصه داستان
این مجموعه تلویزیونی دربارهٔ زندگی تلخ یک سالمند است. مادری به علت عدم توانایی فرزندانش در نگهداری از او، مجبور می‌شود به خانهٔ سالمندان برود و...

## بازیگران

### بازیگران
- فرخ‌لقا هوشمند
- مهدی میامی
- مهرخ افضلی
- زهرا اویسی
- گیتی معینی
- جعفر بزرگی
- ملیحه نصیری
- ملیحه نظری
- علی‌اکبر قدمی
- حسین اهلو
- محمد صفوی
- نیما مراقبی
- ضیا صارمی